# Neville Godfray Hind
Neville Godfray Hind, britanski general, * 1892, † 1973.